# Citropsis latialata
Citropsis latialata là một loài thực vật có hoa trong họ Cửu lý hương. Loài này được (De Wild.) Swingle & M.Kellerm. mô tả khoa học đầu tiên năm 1938.